# Charadra dispulsa
Charadra dispulsa là một loài bướm đêm thuộc họ Noctuidae. It is occurs from Texas southward và westward to at least San Luis Potosi, México.
Sải cánh dài khoảng 34 mm. Con trưởng thành bay từ tháng 3 qua tháng 5 và tháng 7 ở miền nam Texas.
Nothing is known of the larval stages hoặc food plants, but larvae are possibly cây sồi feeders.